# Destiny Chukunyere
Destiny Chukunyere, née le 29 août 2002, est une chanteuse maltaise originaire de la ville de Birkirkara, notamment connue pour avoir remporté le Concours Eurovision de la chanson junior 2015 avec sa chanson Not My Soul ("Pas mon âme"), avec laquelle elle représentait son pays natal, Malte. Elle apparaît dans un épisode de la saison 7 (2022) de la téléréalité Below Deck Méditerranée.

## Biographie
Destiny est née le 29 août 2002 d'une mère maltaise et du footballeur professionnel nigérian Ndubisi Chukunyere. Elle est l'aînée d'une famille de trois enfants. 

## Carrière

### Avant 2015
Durant son enfance, elle remporte différentes récompenses dans différents concours de chant, à Malte notamment. Elle a aussi participé au festival italien Sanremo Junior en 2013, remportant le concours.

### À l'Eurovision Junior 2015

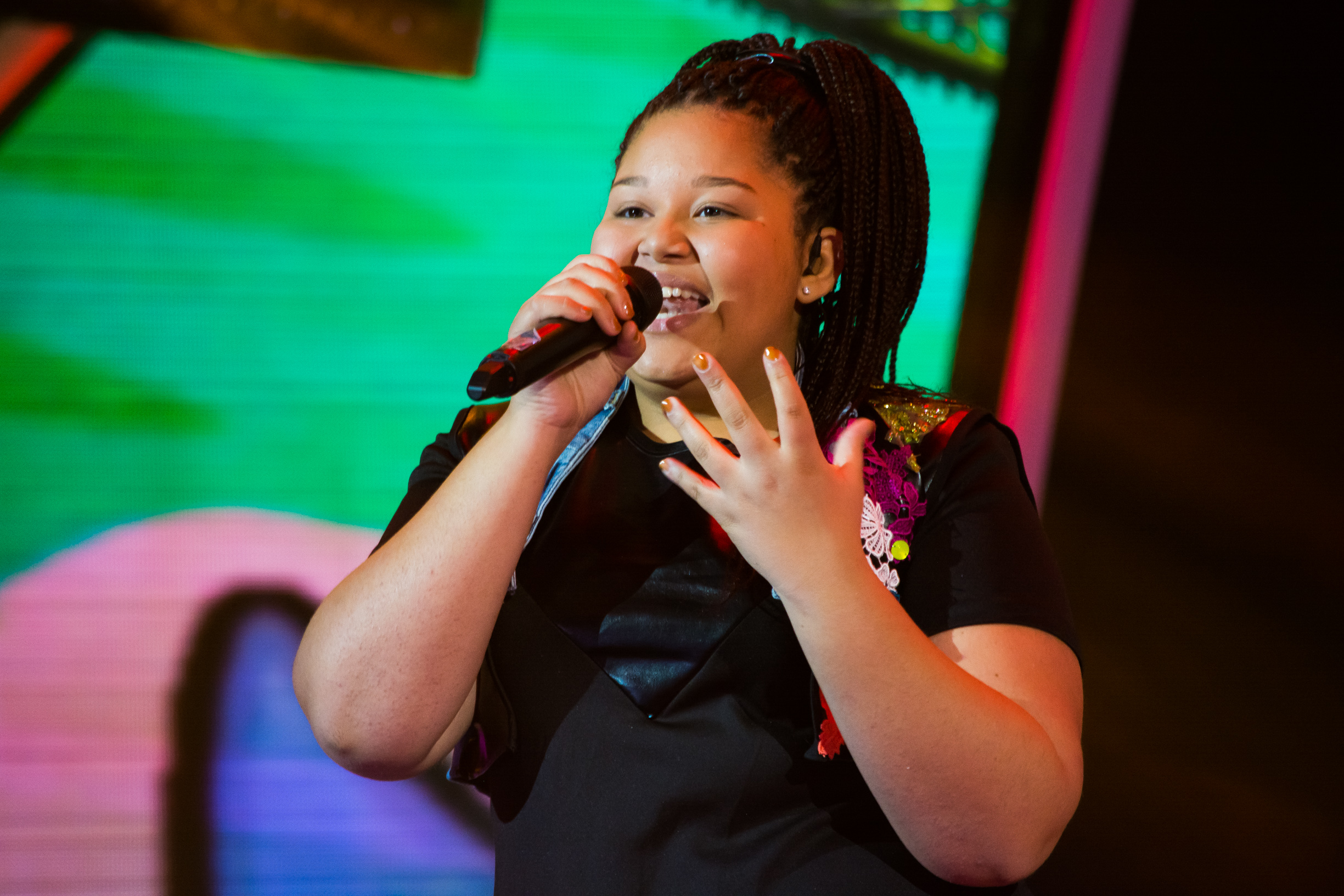
Destiny Chukunyere sur la scène du Concours Eurovision de la chanson junior 2015.

Destiny a d'abord remporté la sélection nationale maltaise, Malta Junior Eurovision Song Contest, où 20 candidats aspirant à représenter Malte au Concours Eurovision de la chanson junior devaient interpréter une chanson de leur choix. Elle a alors interprété Think d'Aretha Franklin, devenant ainsi la représentante maltaise pour le Concours Eurovision de la chanson junior 2015. Sa chanson, intitulée "Not My Soul" (Pas mon âme), a été révélée le 24 octobre 2015. 
Le Concours Eurovision de la chanson junior 2015 s'est déroulé à Sofia, en Bulgarie. Sur dix-sept candidats, elle passe en quinzième position. Elle remporte le concours avec 185 points, battant le record du plus haut score jamais obtenu lors d'une édition du Concours, le record battu est celui de María Isabel, gagnante pour l'Espagne en 2004, qui était de 171 points. Elle a devancé de neuf points le candidat arménien, et la candidate slovène terminera troisième. Elle a reçu le score maximal, 12 points, à huit reprises.
À la suite de sa victoire, la médaille "Midalja għall-Qadi tar-Repubblika" (Médaille pour Service à la République) lui est décernée par la Présidente de la République maltaise, Marie Louise Coleiro Preca.

### Entre 2015 et 2019
Destiny Chukunyere a participé à l'émission de télé-crochet Britain's Got Talent, la version britannique d'Incroyable Talent. Elle interprètera Think d'Aretha Franklin lors des auditions, diffusées le 20 mai 2017. Elle reçoit l'approbation des quatre membres du jury. Elle est finalement éliminée en demi-finale de la compétition.
Elle accompagne la chanteuse Michela Pace, représentante de Malte au Concours Eurovision de la chanson 2019 à Tel Aviv en Israël avec la chanson Chameleon, en tant que choriste.

### À l'Eurovision 2020 et 2021
Le 9 février 2020, elle remporte la finale du télé-crochet X Factor Malta, et est par conséquent sélectionnée comme la  représentante de Malte au Concours Eurovision de la chanson 2020, qui doit se tenir à Rotterdam aux Pays-Bas. Sa chanson, All of My Love, est présentée le 9 mars 2020. Le Concours est cependant annulé en raison de la mais qui pandémie de Covid-19
Le 16 mai 2020, il est annoncé qu'elle représentera quand même Malte au Concours Eurovision de la chanson 2021.
Le 15 mars 2021, sa chanson pour le Concours Eurovision de la chanson 2021, intitulée Je me casse, est dévoilée. Elle sort sur les plateformes de streaming une semaine plus tard. 
Le 18 mai 2021, Destiny est la 16e et dernière dans l'ordre de passage à chanter lors de la première demi-finale, mais elle réussit à se qualifier pour la finale qui a lieu le 22 mai. Elle se classe finalement septième, avec 255 points, dont 208 du jury qui la classe troisième, et 47 points du télévote qui la classe seulement quatorzième.

## Discographie

### Singles
- 2020 – All Of My Love
- 2021 – Je me casse